# Stefan Willer
Stefan Willer (* 1970) ist ein deutscher Literaturwissenschaftler. Er ist Professor für Neuere Deutsche Literatur mit dem Schwerpunkt Literatur des 17. bis 19. Jahrhunderts an der Humboldt-Universität zu Berlin. 

## Leben
Nach dem Studium der Germanistik, Romanistik und Musikwissenschaft in Göttingen und Münster wurde er 2001 an der Westfälischen Wilhelms-Universität promoviert.
Von 2001 bis 2010 war er wissenschaftlicher Mitarbeiter am Zentrum für Literatur- und Kulturforschung (ZfL). 2010 habilitierte er sich mit der Schrift Erbfälle. Theorie und Praxis kultureller Übertragung in der Moderne an der TU Berlin. 
2010 wurde er zum stellvertretenden Direktor am ZfL benannt. Dort leitete er unter anderem die Forschungsprojekte „Sicherheit und Zukunft. Kulturwissenschaftliche Perspektiven auf Security Studies“,  „Übersetzungen im Wissenstransfer“  sowie „Prognostik und Literatur“.
Nach Lehrstuhlvertretungen und Gastprofessuren u. a. in Stanford, Berlin und München wurde er 2014 Professor für Kulturforschung mit dem Schwerpunkt Wissensgeschichte an der Humboldt-Universität zu Berlin. 
Seit 2018 hat er die Professur Neuere Deutsche Literatur mit dem Schwerpunkt Literatur des 17. bis 19. Jahrhunderts an der Humboldt-Universität zu Berlin inne.

## Forschung
Ein Forschungsschwerpunkt von Willer liegt auf ‚Zukunftswissen‘, das einerseits Wissen über die Zukunft, andererseits Wissen, das erst in Zukunft vorliegen wird, bezeichnet.
Beispiel dafür ist seine Auseinandersetzung mit dem Begriff der Prävention, den er als spezifische Art und Weise beschreibt, der Zukunft ‚zuvorzukommen‘, damit bestimmte zukünftige Situationen nicht eintreten. Diese Sicherheitsdoktrin, so Willer, werde heute zunehmend als Standard eines verantwortungsvollen Umgangs mit dem eigenen Leben und dem der nächsten Generation erhoben.
In seinem Buch Poetik der Etymologie betont Willer das performative Potenzial der Etymologie: „für die konkrete Materialität der Sprache, für ihre Fähigkeit, auf Wissen zu referieren, Wissen darzustellen, es zu operationalisieren, aber eben auch: es zu verstören“.

## Schriften

### Monographien
- Erbfälle. Theorie und Praxis kultureller Übertragung in der Moderne. München 2014, ISBN 978-3-7705-5068-5 (zugleich Habilitation).
- (mit Ohad Parnes und Ulrike Vedder): Das Konzept der Generation. Eine Wissenschafts- und Kulturgeschichte. Frankfurt am Main 2008, ISBN 978-3-518-29455-0.
- Poetik der Etymologie. Texturen sprachlichen Wissens in der Romantik. Berlin 2003, ISBN 978-3-0500-3840-7.
- Botho Strauß zur Einführung. Hamburg 2000, ISBN 978-3-8850-6317-9.

### Als Herausgeber
- (mit Daniel Weidner): Prophetie und Prognostik. Verfügungen über Zukunft in Wissenschaften, Religionen und Künsten. München 2013, ISBN 978-3-7705-5359-4.
- (mit Bernhard Jussen und Sigrid Weigel): Erbe. Übertragungskonzepte zwischen Natur und Kultur. Berlin 2013, ISBN 978-3-518-29652-3.
- (mit Dirk Naguschewski): Also singen wir. 60 Beiträge zur Kulturgeschichte der Musik – Trajekte Extra. Berlin 2010, ISBN 978-3-86599-946-7.
- (mit Caroline Welsh): „Interesse für bedingtes Wissen“. Wechselbeziehungen zwischen den Wissenskulturen. München 2008, ISBN 978-3-7705-4538-4.
- (mit Ohad Parnes, Ulrike Vedder und Sigrid Weigel): Generation. Zur Genealogie des Konzepts – Konzepte von Genealogie. München 2005, ISBN 978-3-7705-4082-2.
- (mit Stephan Jaeger): Das Denken der Sprache und die Performanz des Literarischen um 1800. Würzburg 2000, ISBN 978-3-8260-1854-1.